# Kazimierz Szosland
Kazimierz Szosland   (Grzymaczew, 21 de febrer de 1891 - Grodzisk Mazowiecki, 20 d'abril de 1944) va ser un genet polonès que va competir durant la dècada de 1920.
El 1924 va prendre part en els Jocs Olímpics de París, on va disputar quatre proves del programa d'hípica. Destaca la sisena posició en el concurs de salts d'obstacles per equips i la setena en el concurs complet per equips. Quatre anys més tard, als Jocs d'Amsterdam, va disputar dues proves del programa d'hípica. Guanyà la medalla de plata en la prova del concurs de salts d'obstacles per equips, formant equip amb Kazimierz Gzowski i Michał Antoniewicz, mentre en el concurs de salts individual fou tretzè. En ambdues proves muntà el cavall Ali.